# H. Lyman Broening
Pour les articles homonymes, voir Broening.
Henry Lyman Broening, crédité H. Lyman Broening (né le 30 juin 1882 à Baltimore, dans le Maryland et mort le 6 juin 1983 à San Bernardino, en Californie) est un directeur de la photographie américain.

## Filmographie (partielle)

### Comme directeur de la photographie
- 1913 : The Dead Secret
- 1913 : Carmen
- 1913 : In the Bishop's Carriage de J. Searle Dawley et Edwin S. Porter
- 1913 : Chelsea 7750
- 1913 : Caprice de J. Searle Dawley
- 1913 : Leah Kleschna
- 1914 : The Lost Paradise
- 1914 : Marta of the Lowlands
- 1914 : Petite Folle (Wildflower) d'Allan Dwan
- 1914 : The County Chairman (en) d'Allan Dwan
- 1914 : The Conspiracy
- 1915 : The Pretty Sister of Jose
- 1916 : Snow White
- 1916 : The Rainbow Princess de J. Searle Dawley
- 1917 : Bab's Burglar de J. Searle Dawley
- 1918 : La Cité défendue (The Forbidden City)
- 1920 : Le Tour du monde d'un gamin irlandais (The Luck of the Irish) d'Allan Dwan
- 1920 : The Scoffer
- 1920 : In the Heart of a Fool
- 1921 : A Broken Doll d'Allan Dwan
- 1924 : Le Phare qui s'éteint (The Lighthouse by the Sea) de Malcolm St. Clair
- 1924 : O sole mio (This Woman) de Phil Rosen

### Comme producteur
- 1916 : Snow White